# Párizs 14. kerülete
Párizs 14. kerülete (XIVe arrondissement, IPA: katɔʁzjɛm aʁɔ̃dismɑ̃) Franciaország fővárosának 20 kerületének egyike. A beszélt francia nyelven ezt arrondissement de l'Observatoire-nek (a csillagvizsgáló kerület-nek) nevezik, a párizsi csillagvizsgáló után.
A Szajna bal partján fekszik, és a Montparnasse negyed nagy részét tartalmazza. Bár ma Montparnasse leginkább felhőkarcolójáról, a Tour Montparnasse-ról és fő vasúti pályaudvaráról, a Gare Montparnasse-ról ismert, valójában mindkettő a szomszédos 15. kerületben található. A kerület hagyományosan sok művésznek, valamint egy breton közösségnek adott otthont, amely a 20. század elején, a Montparnasse pályaudvar létrehozásával érkezett.
A 14. kerületben található egyetemek közé tartozik még a Cité Internationale Universitaire de Paris, amely a Parc Montsouris, a Stade Charléty és a párizsi katakombák közelében található; valamint a Párizsi Közgazdasági Főiskola.

## Népesség
| Lakosok száma | 138 465 | 138 218 | 135 964 | 136 596 | 135 592 | 133 967 | 136 368 | 137 581 |
|               | 2009    | 2016    | 2017    | 2018    | 2019    | 2020    | 2021    | 2022    |

## Közlekedés

### Metró
- (Montparnasse - Bienvenüe, Vavin, Raspail, Denfert-Rochereau, Mouton-Duvernet, Alésia és Porte d'Orléans).
- (Montparnasse - Bienvenüe, Edgar Quinet, Raspail, Denfert-Rochereau és Saint-Jacques).
- (Montparnasse - Bienvenüe).
- (Montparnasse - Bienvenüe, Gaîté, Pernety, Plaisance és Porte de Vanves).

### Villamos
- (Porte de Vanves, Didot, Jean Moulin, Porte d'Orléans, Montsouris, Cité universitaire)

### Réseau Express Régional
- Denfert-Rochereau és Cité Universitaire.

### Transilien
- Paris-Montparnasse.